# مدوله (کومونه)
مدوله (به ایتالیایی: Medole) یک کومونه در ایتالیا است که در استان منتووا واقع شده‌است.

## خصوصیات
مدوله ۲۵٫۹ کیلومترمربع مساحت و ۴٬۱۵۲ نفر جمعیت دارد.